# Ramiro Castillo
Ramiro Castillo Salinas (Coripata, 27 marzo 1966 – La Paz, 18 ottobre 1997) è stato un calciatore boliviano, di ruolo centrocampista.

## Carriera

### Club
Nato nella provincia paceña di Nor Yungas, nel 1985 venne acquistato da The Strongest, team in cui rimase a fasi alterne fino al 1994 vincendo tre campionati nazionali (1986, 1989 e 1993) e diventando uno dei giocatori più rappresentativi della storia del club. Nell'estate del 1990 fu acquistato dagli argentini del River Plate. Al momento del decesso militava nel Bolívar.

### Nazionale
Fu uno dei pilastri della sua Nazionale con la quale scese in campo per 52 occasioni, a partire dal 1989, segnando cinque reti. Prese parte ai Mondiali di USA 1994 in cui poté vantare una presenza nella sfida persa dai suoi 3-1 contro la Spagna.
Nel 1997 Chocolatín ("Cioccolatino", com'era soprannominato per il colore della sua pelle) partecipò alla Coppa America nella quale la Bolivia arrivò seconda perdendo l'ultimo match 3-1 contro il Brasile: tuttavia Castillo non disputò quella finale, perché il 26 giugno di quell'anno perse la vita per un'epatite il suo figlioletto di sette anni, Juan Manuel; mai ripresosi dalla sua morte, Castillo si suicidò nella sua casa, impiccandosi, il 18 ottobre successivo.
Il 24 marzo 2007 è stato inaugurato il nuovo stadio di Coripata, la sua città natale, a lui dedicato.